# Хаджичі (громада)
Хаджичі (хорв. і босн. Opština Hadžići, серб. Општина Хаџићи) — боснійська громада, розташована в Сараєвському кантоні Федерації Боснії і Герцеговини. Адміністративним центром є місто Хаджичі.